# تومي هيريرا
تومي هيريرا (بالإسبانية: Tommy Herrera)‏ هو لاعب كرة قاعدة مكسيكي، ولد في 9 يونيو 1933، وتوفي في 19 سبتمبر 1997.